# Димитър Шишманов (лекар)
Вижте пояснителната страница за други личности с името Димитър Шишманов.
Димитър Стоянов Шишманов е български лекар-кардиолог, професор и генерал-майор от медицинската служба.

## Биография
Роден е 28 юли 1919 г. в смолянското село Славейно. Потомък на известния със своите просветители, революционери и високи специалисти в различни области на обществото, Шишмановски род. Семейството му се преселва през 1928 г. в Пловдив, където той завършва основното и средното си образование. През 1944 г. завършва медицина в Софийския университет. Участва като доброволец във Втората световна война като ординатор във военнополева болница до 9 май 1945. След това довършва редовната си военна служба. От 1946 до 1948 г. е участъков лекар в пловдивското село Поповица. През есента на 1948 г. влиза в българската армия като батальонен лекар в Ивайловград (1948 – 1949) и полкови лекар в Хасково (1949 – 1951). Между 1952 и 1958 г. е ординатор във вътрешното отделение на Военната болница в Пловдив. В периода 1958 – 1963 г. е началник на отделението. Между 1959 и 1960 г. специализира военнополева терапия във Военномедицинската академия „С.М.Киров“ в Санкт Петербург. През 1963 г. защитава кандидатска (докторска) дисертация по медицина, след което е избран за доцент. Тогава става началник на Клиниката по сърдечно-съдови, ставни и бъбречни заболявания на Висшият военномедицински институт (ВВМИ). В периода 1964 – 1972 г. заместник-началник на ВВМИ, отговарящ за лечебната част, а от 1982 до 1988 г. е първи заместник-началник на Института. Доцент (1963), професор (1969). Генерал-майор от медицинската служба от 1974 г. Председател е на медицинската комисия, която изследва кандидатите за космонавти по програмата Интеркосмос. В периода 1970 – 1987 г. е главен кардиолог на българската армия. Определен е за главен консултант по строителството на сградата на Военномедицинска академия, която е строена от 1975 до 1982 г. Излиза в запас през 1988 г. Заслужил лекар (1979). Бил е в продължение на 16 години подпредседател на Националното дружество по кардиология. Основател на Българското ревматологично дружество и негов председател. Освен това е член на Върховното ръководство на съюза на тракийските организации и председател на неговия клуб „Родопи“. Умира на 7 февруари 2009 г.

## Трудове
- Тромбоемболитична диатеза. Военно издателство. 1961
- Ревматизмът у войниците в БНА. ДВИ, 1965
- Хипертоничната болест в млада възраст. Изд. Христо Г. Данов, 1972
- с Тодор Даскалов, Боян Попов. Ревматичен миокардит. Изд. Христо Г. Данов, 1974
- с Генчо Кръстинов, Тодор Даскалов. Коарктация на аортата. Изд. Христо Г. Данов, 1976
- с Анна Гунева. Гранични хипертонии невроциркулаторна дистония хипертензивен тип. Военно издателство, 1980
- с Йонко Белоев. Сърдечно съдови болести. Изд. Медицина и физкултура, 1980